# Złoto (album)
Złoto – album solowy polskiego piosenkarza Krzysztofa Zalewskiego. Wydawnictwo ukazało się 18 listopada 2016 roku nakładem wytwórni muzycznej Kayax w dystrybucji Warner Music Poland. Nagrania były promowane teledyskami do utworów „Luka” i „Miłość Miłość”.
Album dotarł do 8. miejsca polskiej listy przebojów – OLiS. Album uzyskał status platynowej płyty.

## Lista utworów
Opracowano na podstawie materiału źródłowego. 
| Nr  | Tytuł utworu                                         | Muzyka                                | Tekst                                                  | Produkcja                          | Długość |
| --- | ---------------------------------------------------- | ------------------------------------- | ------------------------------------------------------ | ---------------------------------- | ------- |
| 1.  | „Miłość miłość”                                      | Krzysztof Zalewski                    | Krzysztof Zalewski                                     | Andrzej Smolik                     | 3:45    |
| 2.  | „Chłopiec”                                           | Krzysztof Zalewski, Andrzej Markowski | Krzysztof Zalewski                                     | Plan B                             | 4:08    |
| 3.  | „Podróżnik”                                          | Krzysztof Zalewski, Andrzej Markowski | Krzysztof Zalewski                                     | Plan B                             | 3:00    |
| 4.  | „Głowa”                                              | Krzysztof Zalewski                    | Krzysztof Zalewski                                     | Plan B                             | 4:19    |
| 5.  | „Luka”                                               | Krzysztof Zalewski, Michał Wiraszko   | Krzysztof Zalewski                                     | Krzysztof Zalewski, Olga Tuszewska | 2:40    |
| 6.  | „Polsko”                                             | Andrzej Markowski, Krzysztof Zalewski | Krzysztof Zalewski, Michał Wiraszko                    |                                    | 3:03    |
| 7.  | „Na drugi brzeg”                                     | Andrzej Markowski, Krzysztof Zalewski | Krzysztof Zalewski                                     |                                    | 3:52    |
| 8.  | „Uchodźca”                                           | Krzysztof Zalewski                    | Krzysztof Zalewski, Michał Wiraszko, Jacek Szymkiewicz | Krzysztof Zalewski                 | 3:26    |
| 9.  | „Otu”                                                | Krzysztof Zalewski                    | Krzysztof Zalewski                                     | Krzysztof Zalewski                 | 3:06    |
| 10. | „Jak dobrze” (z gościnnym udziałem Natalii Przybysz) | Krzysztof Zalewski, Andrzej Markowski | Krzysztof Zalewski                                     |                                    | 5:11    |
| 11. | „Werner”                                             | Krzysztof Zalewski                    | —                                                      |                                    | 1:38    |
|     |                                                      |                                       |                                                        |                                    | 38:08   |

## Certyfikat
| Kraj          | Certyfikat      | Sprzedaż |
| ------------- | --------------- | -------- |
| Polska (ZPAV) | platynowa płyta | 30 000+  |